# Andy Song
Andy Xianyang Song An (né le 20 août 1998 dans le Jiangxi, en Chine) est un nageur mexicain, spécialiste du dos.
Lors des Jeux d'Amérique centrale et des Caraïbes de 2018, à Barranquilla, il porte le record national du 200 m dos à 1 min 59 s 95 pour remporter la médaille d'or.